# Гросефен
Гросефен (њем. Großefehn) општина је у њемачкој савезној држави Доња Саксонија. Једно је од 24 општинска средишта округа Аурих. Према процјени из 2010. у општини је живјело 13.352 становника. Посједује регионалну шифру (AGS) 3452006.

## Географски и демографски подаци
Гросефен се налази у савезној држави Доња Саксонија у округу Аурих. Општина се налази на надморској висини од 5 метара. Површина општине износи 127,2 km². У самом мјесту је, према процјени из 2010. године, живјело 13.352 становника. Просјечна густина становништва износи 105 становника/km².